# Afro-santaeleno
Los afro-santaelenos es la población de la isla Santa Elena, un territorio británico de ultramar en el océano Atlántico Sur, cuya ascendencia se encuentra en el continente africano, sobre todo en África Occidental.
Actualmente, las personas de ascendencia africana son el grupo étnico mayoritario en Santa Elena, Ascensión y Tristán de Acuña, que representan el 50 % de la población del territorio, con 3864 habitantes.

## Historia
Muchos de los africanos llegaron a las islas como esclavos. En 1723 el censo realizado en la isla registró 1110 habitantes, incluyendo 610 esclavos. La importación de esclavos fue declarada ilegal en 1792 el gobernador Robert Patton (1802-1807), quién recomendó la importación de trabajadores de China para las tareas rurales. El censo de 1817 registró 6150 habitantes, de los cuales 1540 eran esclavos y unos 500 libres. Al año siguiente, el gobernador Hudson Lowe inició la emancipación de los esclavos. Desde la Navidad de 1818, cada niño recién nacido se consideró una persona libre (sin embargo, sus padres permanecieron esclavos hasta su muerte). En 1840, una estación naval británica establecida para suprimir el comercio de esclavos africanos se basó en la isla. Desde ese año hasta 1849, más de 15 000 esclavos liberados, conocidos como «los africanos liberados», fueron desembarcados allí.